# Kinas fyra stora uppfinningar
Kinas fyra stora uppfinningar är ett uttryck som myntades av den brittiske sinologen Joseph Edkins (1823–1905), och som syftar på fyra antika kinesiska uppfinningar.

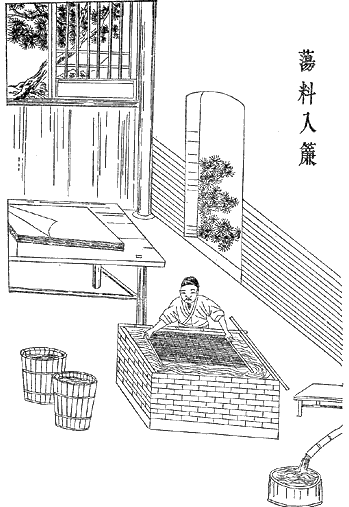
Kinesisk papperstillverkning.

- Tillverkningen av papper som tillskrivs Cai Lun år 105 e.Kr.
- Svartkrutet som beskrevs på 800-talet
- Boktryckarkonsten med rörliga typer som utvecklades på 1000-talet av Bi Sheng
- Kompassen som beskrevs första gången på 1000-talet av Shen Kuo

Dessa har blivit en viktig del i den kinesiska historieskrivningen, och utgjorde huvudtema vid invigningen av OS 2008.

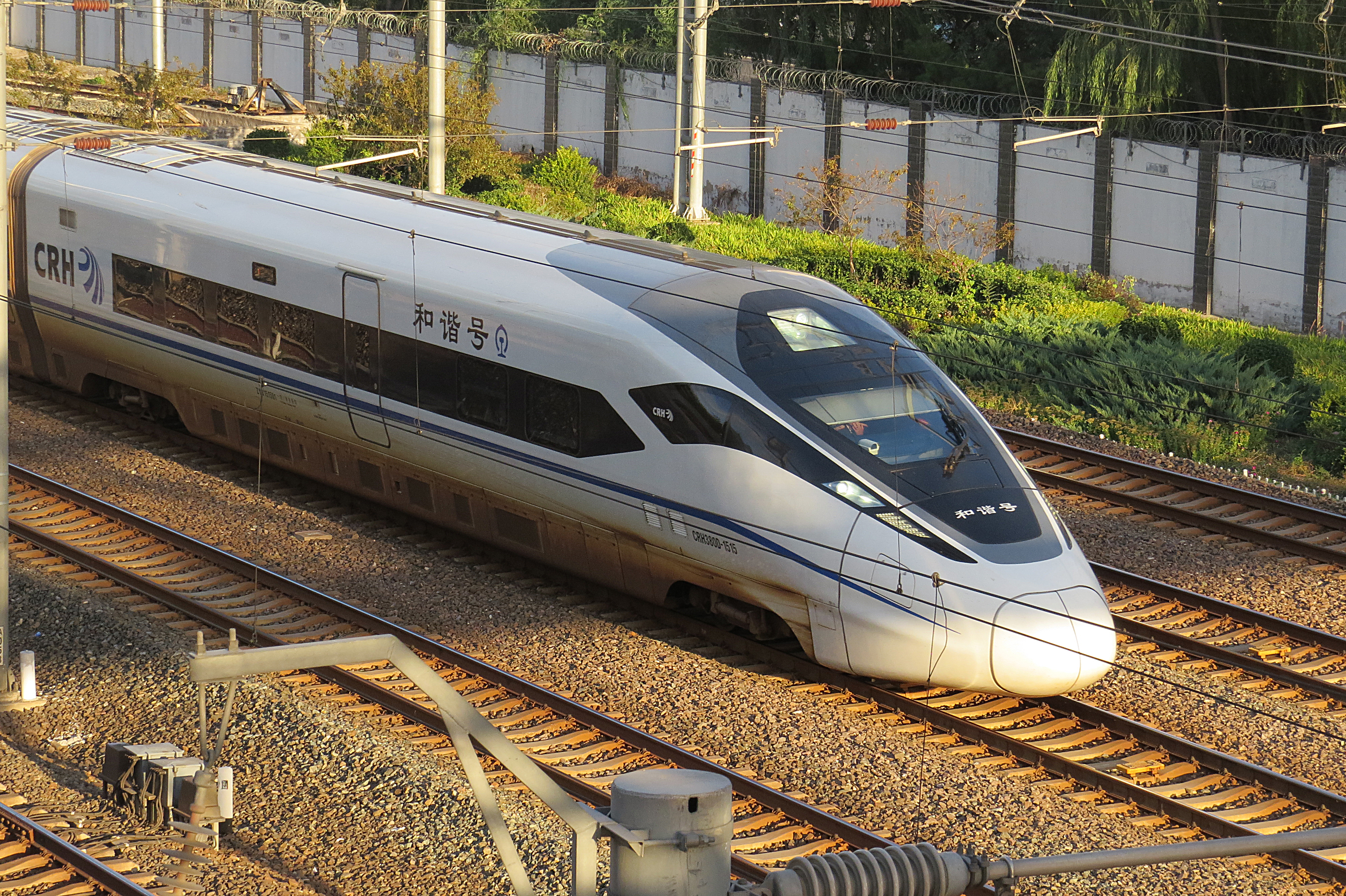
Ett kinesiskt höghastighetståg.

År 2017 lancerades en modern version av Kinas fyra stora uppfinningar, nämligen: höghastighetståg, mobila betalningar, hyrcyklar och e-handel. Inga av dessa har dock uppfunnits i Kina.